# Ust'-Išim
Ust'-Išim (in russo Усть-Ишим?, In lingua tatara: Ишим-Кала) è un villaggio dell'oblast' di Omsk, in Russia, nella parte sud della Siberia Occidentale. È il centro amministrativo del distretto Ust'-Išimskij.
Si trova sulla riva sinistra del fiume Irtyš alla confluenza dell'Išim, circa 560 km a nord-ovest di Omsk e a 260 km da Tara, la città più vicina.